# トンヌラ (ドラゴンクエスト)
トンヌラ（Tonnura）は、スクウェア・エニックスのコンピュータゲーム『ドラゴンクエストシリーズ』に登場する架空の人名。シリーズ2作目『ドラゴンクエストII 悪霊の神々』で初めて登場する。

## 登場シリーズ
ドラゴンクエストII 悪霊の神々
主人公の仲間となる「サマルトリアの王子」と「ムーンブルクの王女」の名前は、プレイヤーが名づけた主人公の名前に対応してそれぞれ8種類の候補から自動決定され、このサマルトリアの王子の名前の候補の1つに「トンヌラ」という名前がある。
ドラゴンクエストV 天空の花嫁
主人公の父パパスが、生まれたばかりの主人公に「トンヌラ」と名づけようとした。プレイヤーが主人公の名前を「トンヌラ」に設定した場合は、パパスはスーパーファミコン版では「サトチー」、プレイステーション2版とニンテンドーDS版では「アベル」と名づけようとする。SFC版限定では主人公以外にも、主人公の子供たちの男の子、女の子にも「トンヌラ」と名づけることが可能。
ドラゴンクエストVI 幻の大地
牢獄の町の反乱軍のリーダーの名前。このキャラクターとの重複のために、主人公たちの名前を「トンヌラ」に変更することはできない。ただし、ゲーム開始時の名前入力時に限り「トンヌラ」にすることは可能。
ドラゴンクエストVII エデンの戦士たち
移民に「トンヌラ」と言う名前の商人がいる。
ドラゴンクエストXI 過ぎ去りし時を求めて
主人公の父アーウィンが、生まれたばかりの主人公に「トンヌラ」と名づけようとした。前後のセリフも含めて『V』のセルフパロディ。
ドラゴンクエストモンスターズシリーズ
モンスターの名前を自動で付けさせる場合、「トンヌラ」と名づけられる場合がある。

## ドラゴンクエストシリーズ以外の登場シリーズ
半熟英雄4 〜7人の半熟英雄〜
「トンヌラ」という名前の将軍が登場。『ドラゴンクエストII』が出典とされている。
メタルマックス2
主人公の名前を「サトチー」にすると、メカニックの名前が「トンヌラ」になる。なお、主人公を「トンヌラ」にした場合は、逆にメカニックが「サトチー」になる。